# Sierody
Sierody − dawna wieś. Obecnie część miejscowości Brzeskie na Białorusi, w obwodzie mińskim, w rejonie miadzielskim, w sielsowiecie Narocz.
W 1966 roku wsie Brzeskie i Sierody zostały połączone pod wspólną nazwą Brzeskie.

## Historia
W czasach zaborów wieś w gminie Kobylnik, w powiecie święciańskim, w guberni wileńskiej Imperium Rosyjskiego. W 1866 roku liczyła 62 mieszkańców w 7 domach. W 1905 roku liczyła 89 mieszkańców, 112 dziesięcin.
Po I wojnie światowej pod administracją polską, w Zarządzie Cywilnym Ziem Wschodnich. W latach 1920–1922 w składzie Litwy Środkowej.
Od 11 kwietnia 1922 wieś leżała w Polsce, w województwie wileńskim, w powiecie święciańskim, od 1926 roku w powiecie postawskim, w gminie Kobylnik.
W 1931 wieś w 13 domach zamieszkiwało 69 osób.
W 1938 roku miejscowość należała do gromady Leszczyńskie gminy Kobylnik.
Do 1945 w Polsce. Od 1946 roku w granicach Związku Sowieckiego. Od 1991 w niepodległej Białorusi.